# 切爾諾夫策
車尼夫契（羅馬化：Chernivtsi，發音：[t͡ʃerɲiu̯ˈt͡sʲi] ⓘ），又按烏克蘭文譯車諾夫契，是烏克蘭西南部切爾諾夫策州的首府。位於普魯特河（多瑙河的一條支流）上游，布科維納北部地區。2001年，有人口240600人。切爾諾夫策現在與利沃夫並列為烏克蘭西部的文化中心，也是烏克蘭重要的教育與文化中心。切爾諾夫策在歷史上曾是猶太人聚居地，有“小維也納”之稱。切爾諾夫策也是一個重要的區域鐵路與公路交通樞紐，還有一個國際機場。

## 名稱
该市的中文译名普遍跟隨大陸按照俄语名译为“車諾夫契”，但也有辞典及来源按照乌克兰语名译为“車尼夫契”。此外该市在其他語言中分别名为：羅馬尼亞語：，發音：[t͡ʃernəˈut͡sʲ]；德語： 或 （切诺维兹）；意第緒語：，羅馬化：Tshernovits；波蘭語：；匈牙利語：。

## 地理
切爾諾夫策位於歷史悠久的布科維納地區，目前這一地區北部由烏克蘭統治，南部由羅馬尼亞統治。城市海拔高度248米，附近是森林和田野。普魯特河貫穿全市。

## 歷史
切爾諾夫策附近地區的考古證據表明，這一地區在新石器時代就有人居住了。切爾諾夫策市內還有克克塔尼文化和绳纹器文化的遺跡；市內還發現了青銅器時代和鐵器時代的文物。
在加利西亞-沃里尼亞王國的雅羅斯拉夫·奧斯莫梅斯爾統治時期，普魯特河左岸開始建設城堡，并逐漸有人定居。當時城市有「黑城」（Chern）之稱，這是因為城堡是由當地的橡樹和黑色土壤修建，因而城牆顯示出黑色所致。1259年，蒙古入侵東歐，早期修築的城堡被摧毀。而免於戰亂的一些城堡在17世紀得到了擴建，其中部份保存至今。

奧匈帝國地圖，切爾諾夫策當時是一座羅馬尼亞人和烏克蘭人混居的城市

戰爭之後，切爾諾夫策的發展中心逐漸轉移到地勢較高的普魯特河右岸地區。1325年，波蘭王國佔領了加利西亞地區。並在此修築防禦據點。
1359年到1775年期間，切爾諾夫策是摩爾達維亞公國的一部份。切爾諾夫策當時是蒂納特縣的行政中心。切爾諾夫策這一名稱首次出現，是在1408年10月8日摩爾達維亞亞歷山大王儲的一份文件中發現的。
1775年，摩爾達維亞公國西北部的部份領土（也就是布科維納地區）被哈布斯堡帝國吞并。切爾諾夫策成為這一地區的首府。1849年，切爾諾夫策被編入布科维纳公国。布科維納公國是奧地利帝國的皇冠領地。切爾諾夫策還成為了马格德堡法律的適用城市。城市在1778年之後獲得了飛躍性發展，卡爾·馮·安森伯格被任命為這一地區的行政長官，他邀請諸多商人、手工業者和企業家來到這裡，以促進經濟發展。1786年開始，切爾諾夫策開始在每年的7月1日至15日舉辦聖彼得展覽會，為市場的發展帶來新的活力。
在整個19世紀和20世紀早期，切爾諾夫策成為羅馬尼亞和烏克蘭民族主義運動的中心。切爾諾夫策還在1908年舉行了首屆意第緒語大會。奧匈帝國在1918年解体之後，切爾諾夫策及其附近地區被劃入羅馬尼亞王國。1930年，全市人口達到112400人，其中26.8%是猶太人、 23.2%是羅馬尼亞人、20.8%是德國人、18.6%是烏克蘭人，此外還有一些波蘭人及其他民族。在戰間期，切爾諾夫策是羅馬尼亞五座中心大學中其中一所的所在地。
1940年，蘇聯紅軍佔領這一地區。切爾諾夫策及其附近地區改劃為切爾諾夫策州，並且被劃入蘇聯的烏克蘭蘇維埃社會主義共和國。許多羅馬尼亞人知識份子逃到羅馬尼亞避難；而在這裡居住的德國人則根據蘇聯和納粹德國簽訂的協議被遣返回德。切爾諾夫策被佔領是促使羅馬尼亞從以英法為首的同盟國陣營轉投納粹德國為首的軸心國陣營的誘因之一。1941年7月，羅馬尼亞派出軍隊重新佔領切爾諾夫策。1941年8月，羅馬尼亞軍事獨裁者揚·安東內斯庫下令在市內的地低地區修築貧民窟，50,000名布科維納猶太人被安置在此。其中三分之二的猶太人在1941年10月到1942年年初這段期間被驅逐到德涅斯特河沿岸地區，很多都在中途遇難。
1944年，軸心國軍隊被蘇聯紅軍趕出切爾諾夫策，城市重新被劃入烏克蘭蘇維埃社會主義共和國。在此之後，很多猶太人離開了切爾諾夫策，前往以色列生活。第二次世界大戰后，布科維納的波蘭人很多被強制遷移到波蘭，切爾諾夫策成為一座以烏克蘭人為主的城市。
1991年之後，切爾諾夫策成為獨立烏克蘭國家的一部份。1999年5月，羅馬尼亞在切爾諾夫策開設領事館。現在切爾諾夫策是一座重要的區域中心城市，位於風景如畫的普魯特河沿岸，占地面積約150平方（58平方英里）。

## 行政區劃

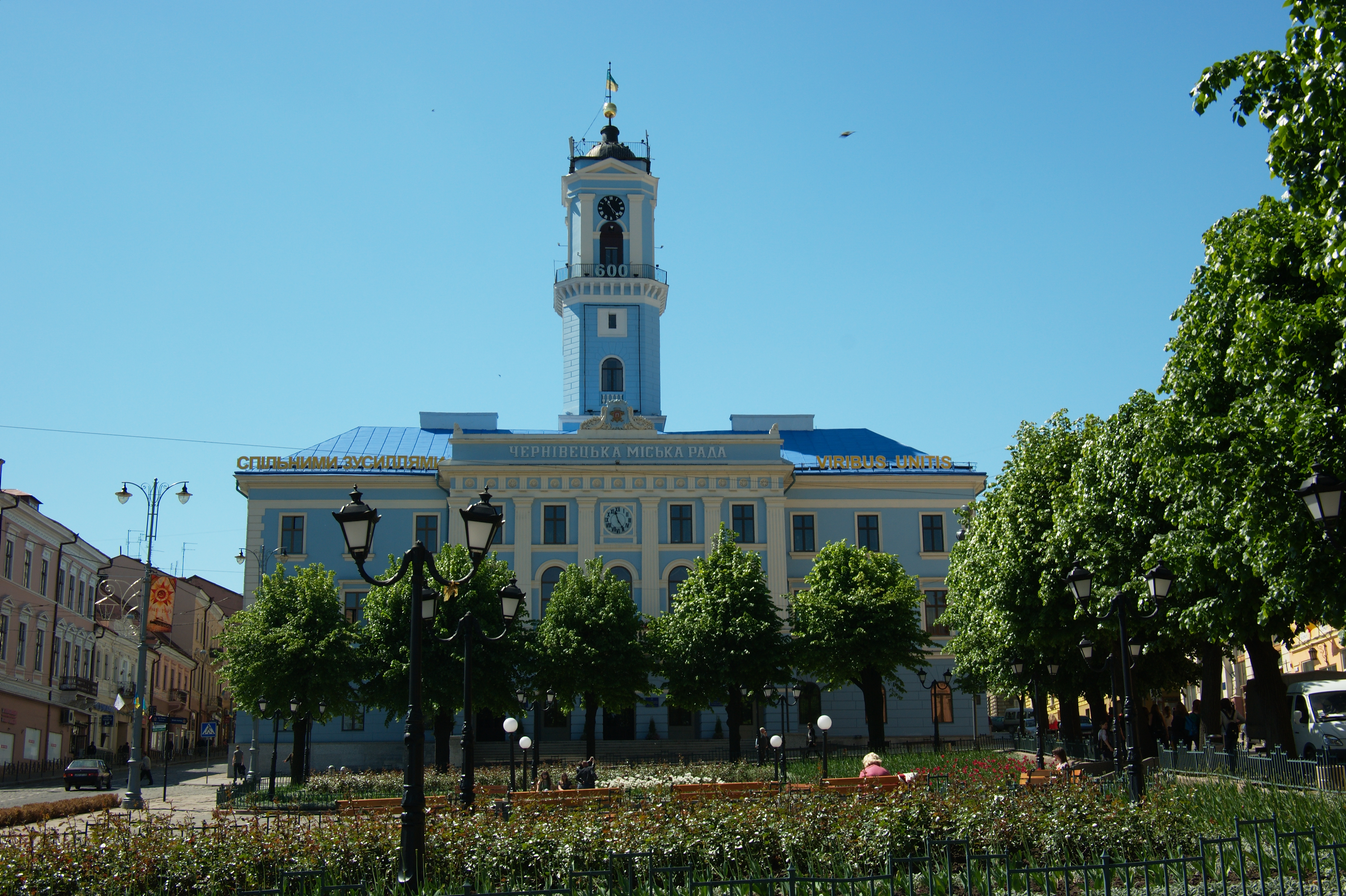
切爾諾夫策市政廳

切爾諾夫策是切爾諾夫策州的首府。現任市長是Mykola Fedoruk，從1994年開始上任。
全市下分三個區：
| No. | 名稱             | 烏克蘭語名稱         | 人口    |
| --- | ---------------- | -------------------- | ------- |
| 1   | 佩舍特拉夫尼夫區 | Першотравневий район | 69,370  |
| 2   | 薩多拉區         | Садгірський район    | 28,227  |
| 3   | 舍甫琴科區       | Шевченківський район | 139,094 |

## 人口

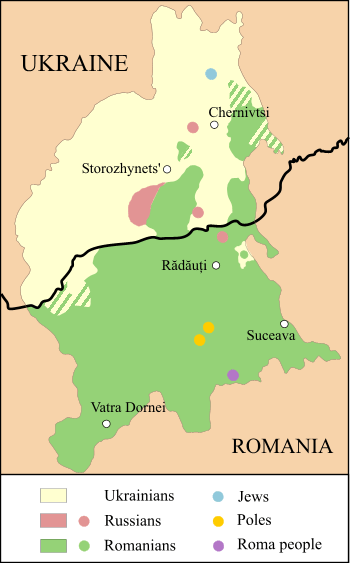
布科維納民族分佈

據2001年的人口普查，切爾諾夫策有人口236,700人，分別來自65個不同民族。其中189000人（79.8%）是烏克蘭人、26,700（11.3%）是俄羅斯人、10500（4.4%）是羅馬尼亞人、3800（1.6%）是摩爾多瓦人、1400（0.6%）是波蘭人、1300（0.6%）是猶太人、2900（1.2%）是其他民族。
據蘇聯時期的最後一次人口普查，1989年1月1日，切爾諾夫策有人口295000人。其中172000人是烏克蘭人、46000人是俄羅斯人、16000人是羅馬尼亞人、13000人是摩爾多瓦人、7000人是波蘭人及其他民族。
歷史上切爾諾夫策的人口構成曾十分多樣。從1870年到第二次世界大戰，猶太人是切爾諾夫策人數最多的民族。1930年，據羅馬尼亞人口普查數據，城市人口中26.8%是猶太人、23.2%是羅馬尼亞人、20.8%是德國人、18.6%是烏克蘭人、1.5%是俄羅斯人。
羅馬尼亞人得數量在1950年之後迅速減少。許多羅馬尼亞人逃至羅馬尼亞或被驅逐到西伯利亞。如今許多羅馬尼亞人都被同化了。
切爾諾夫策還曾有一個人口超過五萬人的猶太人社區。在戰後，有三分之一的猶太人倖存，他們很多選擇前往巴勒斯坦。而在蘇聯解體之後，剩下的猶太人有很多移民至美國或以色列。美國女演員米娜·古妮絲就是其中一人。
切爾諾夫策居住過烏克蘭人、羅馬尼亞人、波蘭人、鲁塞尼亚人、猶太人、羅姆人和德國人等諸多民族。他們在奧匈帝國統治時期曾經相當繁榮。不過之後由於猶太人遭到集體滅絕，以及德國人和羅馬尼亞人遭到驅逐，多民族這一傳統在二戰之後已經在很大程度上消失。今天切爾諾夫策的主要民族是烏克蘭人。
下面的兩張表格列出了切爾諾夫策的歷史人口數據。
| 切爾諾夫策猶太人數量 根據奧匈帝國人口普查 |            |        |        |
| 年份                                      | 總人口     | 猶太人 | 比例   |
| 1857                                      | ca. 22,000 | 4.678  | 21.6 % |
| 1869                                      | ca. 34,000 | 9.552  | 28.2 % |
| 1880                                      | ca. 46,000 | 14.449 | 31.7 % |
| 1890                                      | ca. 54,000 | 17.359 | 32.0 % |
| 1900                                      | ca. 68,000 | 21.587 | 31.9 % |
| 1910                                      | ca. 87,000 | 28.613 | 32.8 % |

|      | 切爾諾夫策 （市區） | 切爾諾夫策 （市區） | 切爾諾夫策 （郊區） | 切爾諾夫策 （郊區） |
| ---- | ------------------- | ------------------- | ------------------- | ------------------- |
| 年份 | 羅馬尼亞人          | 烏克蘭人            | 羅馬尼亞人          | 烏克蘭人            |
| 1860 | 9,177               | 4,133               | 20,068              | 6,645               |
| 1870 | 5,999               | 5,831               | 28,315              | 35,011              |
| 1880 | 6,431               | 8,232               | 8,887               | 23,051              |
| 1890 | 7,624               | 10,385              | 11,433              | 34,067              |
| 1900 | 9,400               | 13,030              | 13,252              | 25,476              |
| 1910 | 13,440              | 15,254              | 18,060              | 22,351              |

## 文化
許多知名歷史人物都出生在切爾諾夫策，如女演員米娜·古妮絲；詩人和作家保羅·策蘭；音樂家和散文作家羅曼·維拉德。也有許多名人曾在切爾諾夫策工作或生活過，如烏克蘭詩人伊万·弗兰科；烏克蘭首任總統列昂尼德·克拉夫丘克；羅馬尼亞詩人米哈伊·愛明內斯庫；經濟學家及政治理論學家約瑟夫·熊彼特。

### 建築

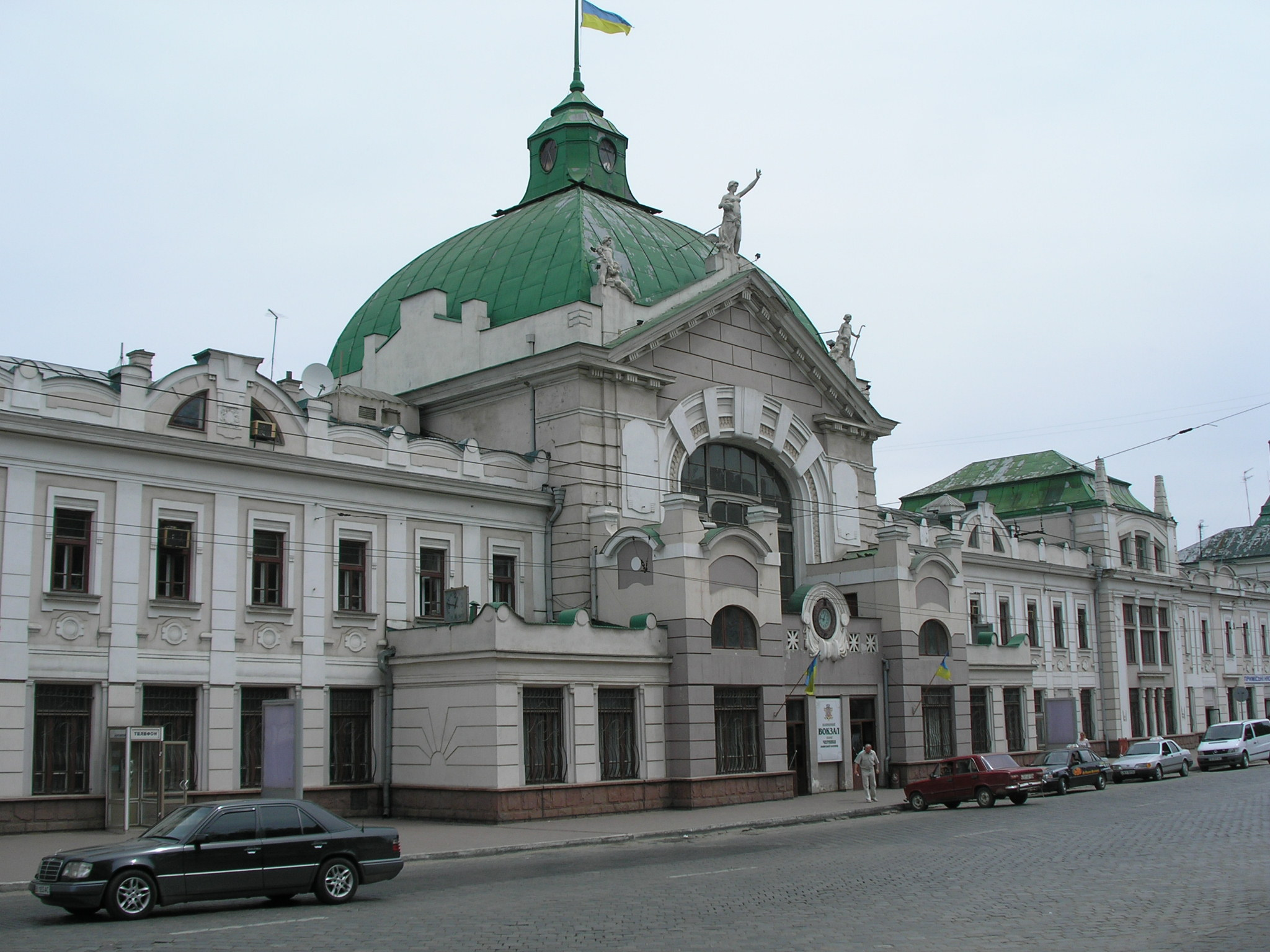
新巴洛克式風格的切爾諾夫策車站，修築于奧匈帝國時期

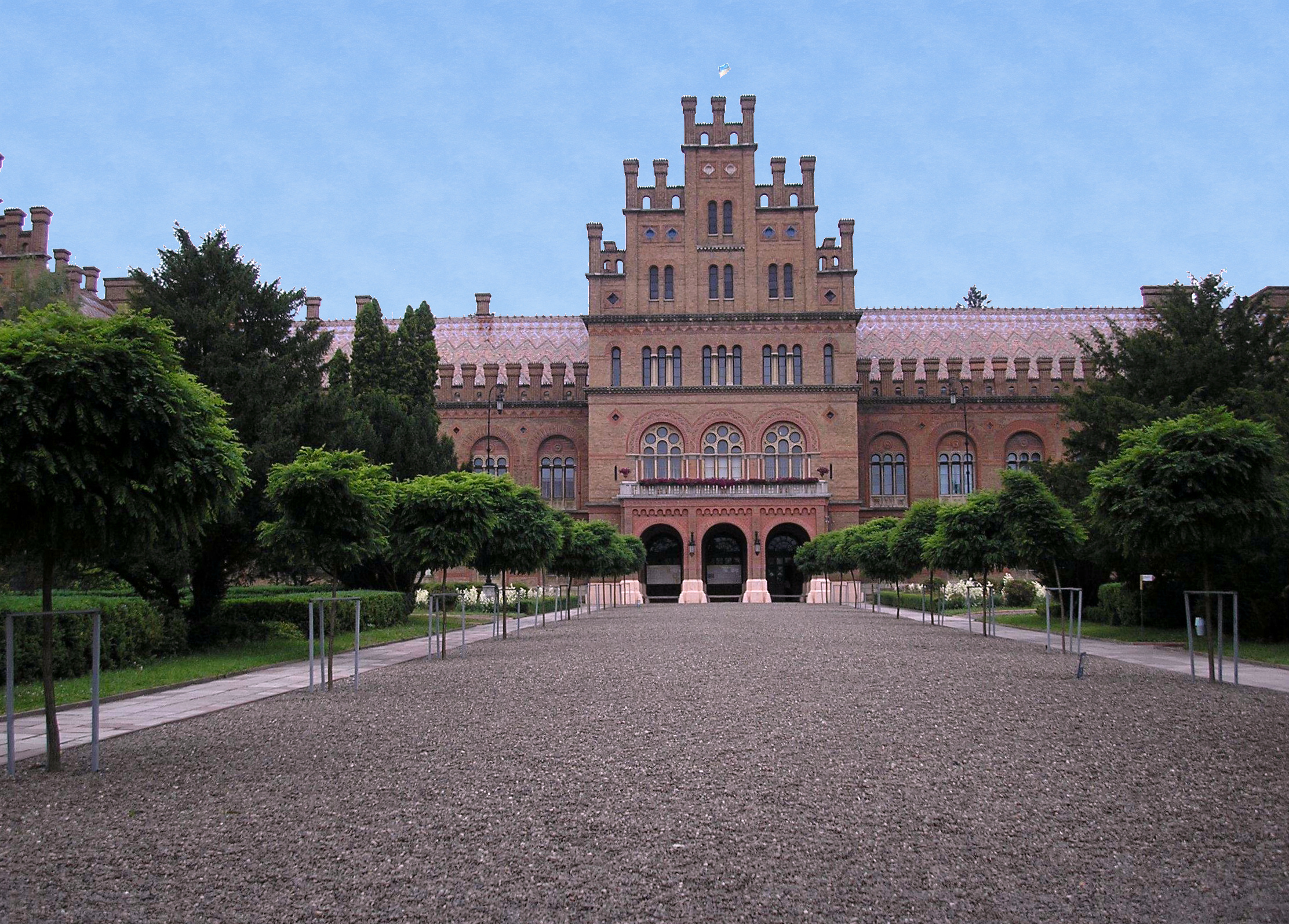
聯合國教科文組織世界文化遺產——切爾諾夫策大學

切爾諾夫策有很多文化設施為當地民眾及遊客提供服務，如劇院、音樂廳、當地的交響樂團、木偶劇場、歷史和經濟博物館、美術館。市內有5家電影院、41家圖書館、文化中心 、17家俱樂部、4家音樂學校、美術學校、2處休閒公園。
切爾諾夫策有很多重要歷史建築物。許多歷史建築物得到了保存，特別是在市中心。不過，也有些年久失修，亟待修繕的建築物。
因切爾諾夫策曾是奧匈帝國的一部份，切爾諾夫策保存有很多奧匈帝國時代的文化遺產，包括建築。切爾諾夫策市內主要建築風格有維也納分離派和新古典主義、巴洛克式、晚期哥特式等多種風格的建築。此外還有傳統摩爾達維亞式和匈牙利式建築、拜占庭式建築以及立體主義建築。城市因而享有「小維也納」的美稱，這是因為其多樣的建築風格會讓人想到奧匈帝國的首都維也納。
切爾諾夫策的主要建築景點有：切爾諾夫策大劇院（建於1905年）；切爾諾夫策大學（被列入聯合國教科文組織世界遺產，建於1882年）；地區美術館（前儲蓄銀行，建於1900年）； 切爾諾夫策市政廳（前法院，建於1906年）；切爾諾夫策文化宮（前猶太之家，建於1908年）。在許多其他建築中，猶太教堂在1941年的一場大火中被嚴重損壞，其剩下的牆壁被用來修建切爾諾夫策電影院。

### 體育
切爾諾夫策最受歡迎的體育項目有柔道、曲棍球、空手道、健力和野外定向，切爾諾夫策的籃球、曲棍球和足球俱樂部（切爾諾夫策布科維納足球俱樂部）均參加烏克蘭國家級賽事。
切爾諾夫策有大量的體育場所和設施，包括5個體育場、186個跑道、2個網球場、11個足球場、5個溜冰場、21個射擊場、3個游泳池、69個健身房、62個帶特殊訓練器材的健身房和一個國際摩托車賽車賽道。
切爾諾夫策市民中有超過7,950人參加了各種體育俱樂部，並且有超過50,000人參加多種體育活動。最近，有8位切爾諾夫策出身人士進入烏克蘭國家代表隊，12人進入青年隊。 2002年，有3位切爾諾夫策出身的體育選手在世界級賽事中獲獎，2位在歐洲賽事中獲獎，42位在烏克蘭國家級賽事中獲獎。
切爾諾夫策多次舉辦泥地賽車烏克蘭大獎賽，最近的一次是在2010年6月。

## 姊妹城市
切爾諾夫策在全世界共有七個姊妹城市：
- 奥地利克拉根福
- 加拿大薩斯卡通
- 以色列上拿撒勒
- 波蘭科寧
- 羅馬尼亞蘇恰瓦
- 俄羅斯 莫斯科州 波多利斯克
- 美国 科羅拉多州 鹽湖城

## 備注
1. ↑  大陸譯名切爾諾夫策和台灣譯名車諾夫契兩者皆按俄語（羅馬化：Chernovtsy）名譯

## 外部連結
- . Chernivtsi City Official Site/English.   [2010-04-12]. （原始内容存档于2011-09-26）.